# 麻豆轉運站
23°11′7″N 120°14′21″E / 23.18528°N 120.23917°E
麻豆轉運站是位於臺灣臺南市麻豆區的一個汽車客運轉運站，位於麻豆交流道下東側、麻佳路一段之果菜市場旁，整合了台南市區公車與國道客運路線，為大台南公車黃、橘兩大幹線轉運中心，是大曾文與大北門地區的交通門戶。
本站原為麻豆果菜市場辦公室，附近亦有公車站牌，2014年9月台南市政府交通局開始整建為公車客運轉運站，並於隔年9月14日正式啟用，並委由和欣客運管理營運。
2018年11月8日，位於2樓的大台南公車故事館開館，內部展出許多昔日公車文物資料，旅客至此可順便一訪台南公車的歷史故事。2022年5月1日，大台南公車故事館暫時停業。2023年3月1日重新開館。

## 營運路線

### 設施概要
本站設立之初曾有空間略為狹窄之問題，在透過都市計畫拓展用地、並規劃打通往北側麻學路之聯絡道路出口後，已解決此問題。北側麻學路聯絡道路於2016年10月20日通車，不過麻學路因為尖峰車多壅塞，反而比開通初期的行駛時間長。
統聯與和欣之國道客運部分主要為長途客運路線，短程區間服務則有麻豆至台南、麻豆至高雄等路線包含於該長程營運路線中。

## 月台
目前麻豆轉運站與麻豆果菜市場辦公室共構，轉運站主體位於1樓，設置有編號A、B、C、D的4座月台，A月台為統聯客運專用，B月台為大台南公車幹支線之市區公車專用，而C月台為和欣客運專用，D月台則為和欣的第二月台與備用月台。周圍兩側另設有計程車招呼區及汽機車臨停區。

### A月台（統聯客運）
- 1625：台中－台南（經仁德）
- 1628：台北－漚汪（經新營、麻豆）
- 1650：高雄－北港－口湖－三條崙（經岡山、麻豆）
- 1651：高雄－北港－四湖－三條崙（經岡山、麻豆）

### B月台（大台南公車）
| 路線              | 營運業者          | 起站       | 行經                         | 迄站         | 備註                                                                                         |
| ----------------- | ----------------- | ---------- | ---------------------------- | ------------ | -------------------------------------------------------------------------------------------- |
| 橘幹線            | 興南客運          | 佳里       | 麻豆轉運站、善化轉運站、大內 | 玉井         | - 行駛台84線。                                                                               |
| 橘9-1             | 漢程客運          | 佳里       | 麻豆轉運站、新營轉運站       | 高鐵嘉義站   | - 行駛國道一號、台82線。                                                                     |
| 橘10              | 興南客運          | 大地莊園   | 麻豆轉運站、官田             | 台南藝術大學 |                                                                                              |
| 橘10區間車(1)     | 興南客運          | 大地莊園   | 麻豆轉運站                   | 隆田火車站   | - 大地莊園16:00發車，於隆田火車站17:30折返。                                                 |
| 橘10區間車(2)     | 興南客運          | 大地莊園   | 麻豆轉運站、隆田火車站       | 六甲         | - 大地莊園06:55發車，於六甲08:05折返。                                                       |
| 橘10區間車(3)     | 興南客運          | 麻豆轉運站 | 隆田火車站                   | 六甲         |                                                                                              |
| 橘10-1            | 皇冠交通          | 新樓醫院   | 隆田火車站、拔林火車站       | 六甲         | - 平日部分班次繞駛曾文市政願景園區。 - 全線使用小黃公車營運。                                |
| 橘11              | 興南客運          | 麻豆轉運站 |                              | 西港         | - 部分班次延駛至下營區公所、安南醫院。 - 部分班次延駛至臺南轉運站，不經安南醫院。            |
| 橘11-1            | 興南客運          | 麻豆轉運站 | 西港                         | 臺南轉運站   | - 部分班次延駛至下營區公所。 - 部分班次繞駛成大醫院（勝利路）。 - 跳蛙公車，僅停靠部分站點。 |
| 橘12              | 興南客運          | 麻豆轉運站 | 善化轉運站、新市火車站       | 臺南轉運站   | - 部分班次繞駛三舍中安宮，不經得力實業。                                                     |
| 橘13              | 漢程客運          | 臺南轉運站 | 平實轉運站                   | 麻豆轉運站   | - 行駛小東路、國道一號。                                                                     |
| 橘14              | 漢程客運          | 麻豆轉運站 | 中榮里、南科實中             | 陽光大道     | - 例假日停駛。 - 行駛國道一號。                                                              |
| 黃幹線            | 興南客運 新營客運 | 白河站     | 新營、柳營、下營             | 麻豆轉運站   | - 部分班次繞駛白河商工。                                                                     |
| 黃幹線 區間車(南) | 新營客運          | 新營       | 柳營、下營                   | 麻豆轉運站   |                                                                                              |
| 黃20              | 興南客運 皇冠交通 | 麻豆轉運站 | 下營、紅毛厝                 | 林鳳營火車站 | - 4班次使用小黃公車營運。                                                                    |

### C、D月台（和欣客運）
- 7500：台北－台南
  - 部分班次停靠
- 7505：板橋－台南
  - 部分班次停靠。
- 7512：新營－高雄
  - 部分班次停靠。

### 站外轉乘
| 路線 | 營運業者 | 起站         | 行經 | 迄站     | 備註                                                                        |
| ---- | -------- | ------------ | ---- | -------- | --------------------------------------------------------------------------- |
| 棕10 | 新營客運 | 學甲(民權路) |      | 麻豆國中 | - 本路線未駛入麻豆轉運站停靠。 - 如欲搭車請至轉運站外麻學路上的新建里搭乘。 |

### 公共自行車YouBike2.0
- 麻豆轉運站（北側）：23車柱

## 外部連結
- 大台南公車
- 臺南市政府交通局
- 臺南市公共運輸處
- 興南客運 （页面存档备份，存于）